# Очанка гребеняста
Оча́нка тата́рська (Euphrasia pectinata Ten.) — однорічна напівпаразитна волосисто-запушена рослина 15—40 см заввишки. Стебло у верхній частині розгалужене. Листки супротивні, яйцюваті, зубчасті. Квітки білі, поодинокі, пазушні. Тичинок 4. Приквітки з 4—7 остисто-загостреними зубцями з кожного боку. Цвіте в травні — вересні. Росте на степових ділянках, схилах, відслоненнях різних порід у лісостеповій, степовій зонах і в Криму.
Таксон Euphrasia tatarica переважно вважається належним до виду Euphrasia pectinata.
Латинська назва роду утворена від латинського слова, що означає радість. Українська і російська назви пов'язані з використанням рослини у народній медицині для лікування хвороб очей.
Очанка — напівпаразитна рослина.
В Україні росте 15 видів очанки.